# Хетайри
Придружаващата конница (на гръцки: εταιροι) е елитната конница на македонската войска по времето на Филип II. Тя също представлява и елитната стража на царя. В известната бойна тактика „чука и наковалнята“ придружаващата конница е чукът, а македонската фаланга, използваща сариса, представлява наковалнята. Фалангата задържа вражеските войски на място, а придружаващата конница напада отстрани или отзад. Македонските царе използват и друга конница, която най-често напада по лявото крило. Придружаващата конница е по-добре въоръжена и по-тежка военна единица, съставена най-вече от благородници.
В битките си Александър Велики, синът на Филип II, лично води предвожда нападението със своята конница, обикновено във формация във формата на клин. В по-важни битки придружаващата конница се бие на дясното крило на македонската армия, до войници, носещи щитове, а фалангата както винаги се намира в средата. Друга конница също пази линията на македонската войска по време на война. Като тежка военна единица, придружаващата конница често има решаваща роля в битка.
Придружаващата кавалерия е организирана в териториални ескадрони, съставени от 200 до 300 души. При похода на Александър към Персия има осем отряда, предвождани от Филота, като един е царският. Филип II увеличава броя на войниците в единица до 2000, като 600 са хората, представляващи личната охрана на царя по време на битка.
Придружителите яздят най-добрите коне и получават възможно най-добрите оръжия. По времето на Александър всеки от тях носи кситон (дълго конническо копие, което се хваща с две ръце), железен или бронзов нагръдник и шлем. Те също носят копис (извит меч) за ръкопашните битки. Конете им вероятно имат броня на по-важните места (глава, гърди), който действат като защита срещу копия, стрели и др.